# Station Elverum
Station Elverum is een station in  Elverum in fylke Innlandet  in  Noorwegen. Het station ligt aan Rørosbanen, en was het eindpunt van Solørbanen die inmiddels gesloten is voor personenverkeer. Het huidige stationsgebouw dateert uit 1913 en was een ontwerp van Paul Armin Due.